# Pegomya himalaica
Pegomya himalaica este o specie de muște din genul Pegomya, familia Anthomyiidae, descrisă de Masayoshi Suwa în anul 1984.
Este endemică în Nepal. Conform Catalogue of Life specia Pegomya himalaica nu are subspecii cunoscute.